# Temporada 1963-64 de l'NBA
La temporada 1963-64 de l'NBA fou la 18a en la història de l'NBA. Boston Celtics fou el campió després de guanyar a San Francisco Warriors per 4-1. Aquest seria el sisè dels vuit anells consecutius que aconseguirien els Celtics.

## Classificacions
- Divisió Est

| Equip              | V  | D  | %V   | P  |
| ------------------ | -- | -- | ---- | -- |
| Boston Celtics C   | 59 | 21 | ,738 | -  |
| Cincinnati Royals  | 55 | 25 | ,688 | 4  |
| Philadelphia 76ers | 34 | 46 | ,425 | 25 |
| New York Knicks    | 22 | 58 | ,275 | 37 |

- Divisió Oest

| Equip                  | V  | D  | %V   | P  |
| ---------------------- | -- | -- | ---- | -- |
| San Francisco Warriors | 48 | 32 | ,600 | -  |
| St. Louis Hawks        | 46 | 34 | ,575 | 2  |
| Los Angeles Lakers     | 42 | 38 | ,525 | 6  |
| Baltimore Bullets      | 31 | 49 | ,388 | 17 |
| Detroit Pistons        | 23 | 57 | ,288 | 25 |

* V: Victòries
* D: Derrotes
* %V: Percentatge de victòries
* P: Diferència de partits respecte al primer lloc
* C: Campió

## Estadístiques
| Categoria                   | Jugador          | Equip                  | Mitjana/% |
| --------------------------- | ---------------- | ---------------------- | --------- |
| Punts per partit            | Wilt Chamberlain | San Francisco Warriors | 36,9      |
| Rebots per partit           | Bill Russell     | Boston Celtics         | 24,7      |
| Assistències per partit     | Oscar Robertson  | Cincinnati Royals      | 11,0      |
| Percentatge de tirs de camp | Jerry Lucas      | Cincinnati Royals      | 52,7      |
| Percentatge de tirs lliures | Oscar Robertson  | Cincinnati Royals      | 85,3      |

## Premis
- MVP de la temporada
  -  Oscar Robertson (Cincinnati Royals)

- Rookie de l'any
  -  Jerry Lucas (Cincinnati Royals)

- Entrenador de l'any
  -  Alex Hannum (San Francisco Warriors)

- Primer quintet de la temporada
  - Wilt Chamberlain, San Francisco Warriors
  - Elgin Baylor, Los Angeles Lakers
  - Jerry West, Los Angeles Lakers
  - Bob Pettit, St. Louis Hawks
  - Oscar Robertson, Cincinnati Royals

- Segon quintet de la temporada
  - Hal Greer, Philadelphia 76ers
  - John Havlicek, Boston Celtics
  - Bill Russell, Boston Celtics
  - Jerry Lucas, Cincinnati Royals
  - Tom Heinsohn, Boston Celtics

- Millor quintet de rookies
  - Jerry Lucas, Cincinnati Royals
  - Nate Thurmond, San Francisco Warriors
  - Rod Thorn, Baltimore Bullets
  - Gus Johnson, Baltimore Bullets
  - Art Heyman, New York Knicks